# Dramat społeczny (gatunek filmowy)

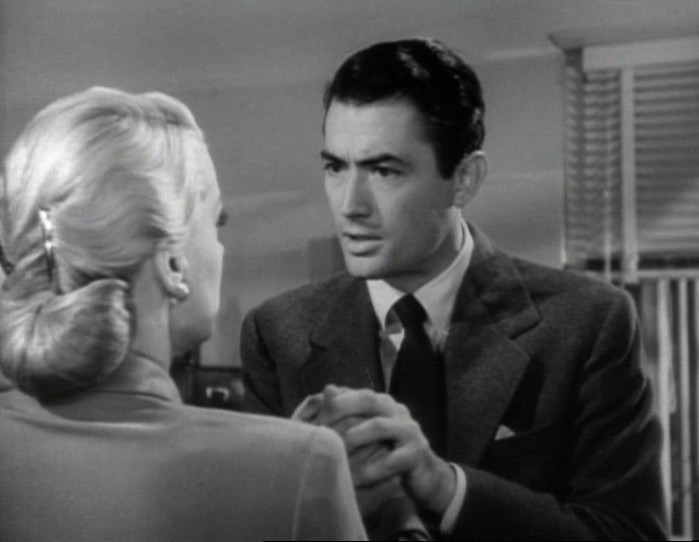
Kadr z filmu Dżentelmeńska umowa (1947)

Dramat społeczny – odmiana fabularnego dramatu filmowego, w którym akcja skupia się wokół jakiegoś problemu czy konfliktu społecznego.
W polskiej literaturze dotyczącej filmu i mediach funkcjonuje jako oddzielna kategoria gatunku filmowego.
Przykłady polskich dramatów społecznych według portalu Filmweb
- Trzeba zabić tę miłość – Janusza Morgensterna z 1972
- Blizna – Krzysztofa Kieślowskiego z 1976
- Samowolka – Feliksa Falka z 1993
- Wrony – Doroty Kędzierzawskiej z 1994
- Przedwiośnie – Filipa Bajona z 2001
- Solidarność, Solidarność... – z 2005
- Uciec stąd – Mathiasa Mezlera z 2005
- Plac Zbawiciela – Krzysztofa Krauzego i Joanny Kos-Krauze z 2006
- Nieulotne – Jacka Borcucha z 2012
- Jesteś Bogiem – Leszka Dawida z 2012

Przykłady amerykańskich dramatów społecznych według portalu Filmweb
- Intruz – Edmunda Gouldinga z 1929
- Ziemia błogosławiona – Sidneya Franklina i Victora Fleminga z 1937
- Dżentelmeńska umowa – Elii Kazana z 1947
- Jajo węża – Ingmara Bergmana z 1977
- Rytm – Paula Monesa z 1988
- Ćpuny – Stephena Kaya z 2002
- Prawo do wolności – Dona McBrearty'ego z 2004

Przykłady niemieckich dramatów społecznych według portalu Filmweb
- Portier z hotelu Atlantic – Friedricha Wilhelma Murnaua z 1924
- Śląski Dziki Zachód – Ute Badury z 2002
- Dzieci wojny – Ambera Bongarda i Anny Brüggemann z 2006
- Milcząca wieś – Martina Enlena z 2009
- Sponsoring – Małgorzaty Szumowskiej z 2011
- Combat girls. Krew i honor – Davida Wnendta z 2011
- To tylko wiatr – Benedeka Fliegaufa z 2012